# NGC 1230
NGC 1230 è una lontana e vasta galassia lenticolare situata nella costellazione dell'Eridano, a una distanza di circa 511 milioni di anni luce dalla nostra Via Lattea.

## Scoperta
La galassia è stata scoperta nel 1886 dall'astronomo statunitense Francis Leavenworth.

## Descrizione
Con le galassie NGC 1228, NGC 1229 e IC 1892, NGC 1230 forma una catena di galassie incluse nell'Atlas of Peculiar Galaxies di Halton Arp con il codice ARP 332.